# تالغونت (السواحل)
تالغونت هو دُوَّار يقع بجماعة عبد الغاية سواحل، إقليم الحسيمة، جهة طنجة تطوان الحسيمة في المملكة المغربية. ينتمي الدوّار لمشيخة السواحل التي تضم 12 دوار. يقدر عدد سكانه بـ 1407 نسمة حسب الإحصاء الرسمي للسكان والسكنى لسنة 2004.

## روابط خارجية
- البوابة الوطنية للجماعات الترابية نسخة محفوظة 12 مارس 2018 على موقع واي باك مشين.
- المندوبية السامية للتخطيط